# Super Vicki
Super Vicki (Small Wonder) è una sitcom statunitense, ideata da Howard Leeds e prodotta tra il 1985 ed il 1989.

## Trama
La famiglia Lawson ha "adottato" Vicki (in lingua originale V.I.C.I., Voice Input Child Identicant, pronunciato Vicky), un robot con le sembianze di una bambina di circa 10 anni, progettato e costruito da Ted Lawson nel tentativo di assistere i bambini portatori di handicap.
Vicki vive con i coniugi Ted e Joan Lawson e il loro figlio undicenne Jamie, trattata come se fosse un membro della famiglia (i Lawson dichiarano a conoscenti, ospiti o vicini che si tratta di una figlia adottiva, per nascondere la sua vera natura), per far sì che possa abituarsi alla vita in casa, e frequenta finanche la scuola (nella seconda stagione Vicki e Jamie diventano entrambi alunni di Joan che sostituisce l'insegnante). La famiglia Lawson cerca di mantenere segreta l'esistenza del robot, ma i loro insopportabili vicini, i Brindle, continuano a spuntare nei momenti più inaspettati, soprattutto la figlia, Harriet, una bambina ficcanaso innamorata di Jamie.
Per spiegare la crescita fisica dell'attrice Tiffany Brissette, interprete di Vicki, nel corso della serie, Ted, in un episodio della terza stagione, dichiara di aver installato nei circuiti del robot un aggiornamento e di aver inoltre affinato il suo viso, di averle fornito un nuovo corredo di vestiti e di averla modificata in modo tale che possa mangiare e bere. Ciononostante, Vicki è pur sempre un robot e, come tale, non può fare a meno di combinare guai o interpretare scorrettamente gli ordini a lei impartiti. La comicità della serie verte essenzialmente sui tentativi di Vicki di apprendere i comportamenti umani, la sua interpretazione "letterale" dei comandi ed i tentativi, da parte della famiglia, di nascondere la verità sulla sua natura. 

## Personaggi e interpreti

### Personaggi principali
- Vicki (96 episodi, 1985-1989), interpretata da Tiffany Brissette.
È il robot protagonista, adottato dalla famiglia Lawson. Ha le sembianze di una bambina di circa otto anni ed è stato creato da Ted, il capofamiglia. Tra le caratteristiche più bizzarre di Vicki (dotata di velocità e forza sovrumane), figurano una presa elettrica sotto il suo braccio destro ed un pannello di accesso sulla sua schiena. Inoltre "dorme" all'interno di un armadio a muro. Può essere "spenta" con un semplice colpo sul capo.
- Ted Lawson (96 episodi, 1985-1989), interpretato da Dick Christie.
È il creatore di Vicki, capofamiglia dei Lawson ed ingegnere presso la United Robotronics.
- Joan Lawson (96 episodi, 1985-1989), interpretata da Marla Pennington.
È la moglie di Ted, madre di Jamie. È, tra i componenti dei Lawson, la persona che maggiormente tratta Vicki come se fosse una bambina reale in carne ed ossa. Nel terzo episodio della seconda stagione sostituisce l'insegnante di scuola, ammalatasi; tra i suoi alunni, anche Vicki e Jamie.
- Jamie Lawson (96 episodi, 1985-1989), interpretato da Jerry Michael Supiran.
È il figlio dei Lawson, "fratello maggiore" di Vicki.
- Harriet Brindle (96 episodi, 1985-1989), interpretata da Emily Schulman.
È una bambina, figlia dei Brindle, vicini di casa dei Lawson. Tendenzialmente fastidiosa, è innamorata di Jamie con cui fantastica di sposarsi.
- Reggie Williams (31 episodi, 1985-1989), interpretato da Paul C. Scott.
È il migliore amico di Jamie.
- Brandon Brindle (27 episodi, 1985-1989), interpretato da William Bogert.
È il padre di Harriet e capo di Ted Lawson. È diventato il capo di Ted grazie alla sua innata capacità di rubargli le idee.
- Bonnie Brindle (10 episodi, 1985-1987), interpretata da Edie McClurg.
È la moglie di Brandon e madre di Harriet. Alla fine della seconda stagione lascia la serie.

### Personaggi secondari
- Preside Bryant (6 episodi, 1987-1989), interpretato da David Moses.
- Warren Enright (5 episodi, 1985-1987), interpretato da Daryl Bartley.
È un compagno di scuola di Jamie.
- Jessica (5 episodi, 1986-1987), interpretata da Lihann Jones.
- Robert Jennings (5 episodi, 1987-1989), interpretato da Donald Craig.
- L.E.S. (4 episodi, 1985-1989), interpretato da Henry W. Laster.
- Olivia Fernwald (4 episodi, 1985-1988), interpretata da Kelly Britt.
- Ida Mae Brindle (4 episodi, 1988-1989), interpretata da Alice Ghostley.
È la sorella di Brandon Brindle. Fin troppo schietta, risulta a tratti insopportabile e invasiva. Si vanta di conoscere persone famose. Caratterialmente uguale a Bonnie, la sostituisce per qualche episodio.
- Ernie (3 episodi, 1985-1989), interpretato da Robert Jayne.
- Cynthia Jennings (3 episodi, 1987-1989), interpretata da Lucy Lee Flippin.
- Billy (3 episodi, 1987-1989), interpretato da Brett Johnson.
- Harold Jennings (3 episodi, 1987-1989), interpretato da Ted Pitsis.
- Bronko (3 episodi, 1987-1988), interpretato da Lou Carry.
- Debbie Barnhill (3 episodi, 1988-1989), interpretata da Devon Odessa.
- Vanessa (1 episodio, 1988; 1 episodio 1989), interpretata da Tiffany Brissette.
È una versione di Vicky molto più evoluta specialmente nel linguaggio (parla, pensa e si comporta come una bambina normale) ma con un'intelligenza votata totalmente al male. Anche lei, come Vicky, si spegne con un semplice colpo sul capo. Appare solo negli episodi 3x09 e 4x22.[1]

## Produzione
La serie televisiva venne prodotta con un budget bassissimo. Quando nel 1989 perse ascolti, la produzione venne definitivamente annullata.

### Registi
Tra i registi sono accreditati:
- Leslie H. Martinson in 26 episodi (1985-1989)
- Bob Claver in 25 episodi (1986-1989)
- Selig Frank in 22 episodi (1985-1989)
- Peter Baldwin in 15 episodi (1985-1987)
- John Bowab in 3 episodi (1985)
- Dick Christie in 3 episodi (1988-1989)
- Linda Day in 2 episodi (1985)

## Episodi
Gli episodi di Super Vicki, come accade per moltissime serie televisive o animate statunitensi, sono stati trasmessi stravolgendo l'ordine di produzione, che è invece l'unico a risultare coerente per non creare incongruenze con eventi non ancora accaduti, due episodi in particolare furono spostati dalla 4ª alla 3ª stagione, probabilmente per ottenere sovvenzioni per il budget considerando la pubblicità fatta alla fondazione Ronald Mc Donald's house nell'episodio "Chi è di scena" e per pubblicizzare un evento bibliotecario con l'episodio "Il compito di Jamie" considerando che per quell'episodio (che in originale si chiamava Book-it) furono create anche delle spillette pubblicitare, indossate anche dagli attori Jerry Supiran, Tiffany Brissette e Emily Shulman.
Altri 4 episodi provenienti invece dalla 3ª furono trasmessi durante la 4° per creare simmetria e due stagioni da 24 episodi ciascuna, ma che siano episodi "fuori posto" si può notare anche dallo stile di Jamie e Harriet.
In Italia, dove è stato praticamente sempre rispettato l'ordine di produzione per la trasmissione degli episodi, gli episodi scambiati di stagione sono purtroppo stati doppiati come parte integrante di quella stagione, come si evince dalla voce di Vicki, ma per cercare di rispettare l'ordine di produzione sono stati trasmessi in coda alla 3ª stagione, di conseguenza gli episodi "Chi è di scena" e "Il compito di Jamie" sono stati trasmessi per ultimi pur seguendo l'ordine cronologico di produzione della 4ª stagione, mentre nella 4ª stagione, i 4 episodi in realtà originari della 3ª sono stati trasmessi per primi, seguendo comunque per questi 4 l'ordine cronologico di produzione, di conseguenza sono stati trasmessi in ordine gli episodi "Un club per Jamie", "Una storia d'amore", "Scioperi a catena" e infine "La moglie del vicino".
| Stagione         | Episodi | Prima TV USA | Prima TV Italia |
| ---------------- | ------- | ------------ | --------------- |
| Prima stagione   | 24      | 1985-1986    |                 |
| Seconda stagione | 24      | 1986-1987    |                 |
| Terza stagione   | 26      | 1987-1988    |                 |
| Quarta stagione  | 22      | 1988-1989    |                 |

## Spin-off
Alla fine degli anni ottanta c'era l'idea per uno spin-off di Super Vicki dedicata alla bambina-robot Vanessa, sempre creata da Ted Lawson e più "cattiva" di Vicki e apparsa in due episodi del telefilm; il titolo previsto era Too Good to Be True, ma alla fine il progetto non fu realizzato.